# Lucia Aliberti
Lucia Aliberti (* 12. Juni 1957 in Messina) ist eine italienische Opernsängerin (Sopran) insbesondere des Belcanto-Fachs (Rossini, Bellini, Donizetti) und Giuseppe Verdis.

## Leben
Aliberti studierte Klavier, Komposition, Dirigieren und Gesang am Konservatorium in Messina (wo sie mit Bestnoten abschloss) und danach in Rom bei Luigi Ricci und Alfredo Kraus. Sie gewann die italienischen Gesangswettbewerbe ENAL (Ente Nazionale Assistenza Lavoratori) 1977 und den von Spoleto 1978, wo sie gleichzeitig auf dem Festival di due Mondi mit „La sonnambula“ von Bellini ein gefeiertes Debüt hatte. 1983 debütierte sie in der Mailänder Scala als Nanetta in Verdis Falstaff und 1983 an der Deutschen Oper in Berlin mit Donizettis „Lucia di Lammermoor“, wo sie seitdem regelmäßig auftrat. Die Lucia blieb ihre Paraderolle. 1985 debütierte sie in dieser Rolle auch im Royal Opera House Covent Garden und 1988 an der Metropolitan Opera in New York. Ebenfalls 1988 ging sie mit der Mailänder Produktion von Bellinis „I Capuleti ed i Montecchi“ auf Japan-Tournee. 1999 ging sie auf Deutschland-Tournee und sang 2001/2 Donizettis „Anna Bolena“ in der Deutschen Oper in Berlin. Sie singt häufig in Belcanto-Konzertabenden und auf Gala-Abenden. 2006 erhielt sie die „Goldene Feder“ und im selben Jahr den „Premio Callas“ in Mailand.
Aliberti spielt auch Gitarre, Akkordeon, Violine und Mandoline und komponierte für Klavier, Klarinette, Flöte und Gesang.

## Diskografie
- Bellini „Beatrice di Tenda“, Edel Classics (Deutsche Oper Berlin, Dirigent Fabio Luisi) 1992
- Bellini „Il Pirata“, Berlin Classics 1995 (Deutsche Oper Berlin, Dirigent Marcello Viotti)
- Verdi „La Traviata“, Delta 1995 (Tokio Philharmonic Orchestra, Dirigent Roberto Paternostro, mit Renato Bruson)
- Bellini „La Straniera“ BMG Ricordi 1994 (Orchestra del Teatro Verdi di Trieste, Dirigent Gianfranco Masini)
- „Lucia Aliberti- berühmte Opernarien“, Orfeo (Münchner Rundfunkorchester, Dirigent Lamberto Gardelli) 1993
- „Viva Belcanto“, Sony/BMG (auch mit Eigenkompositionen) 2001
- „A Portrait“, Sony/BMG 1999
- „Lucia Aliberti – Live at Semperoper Dresden“, Sony/BMG 2008
- „Lucia Aliberti - Bellini, Donizetti Arias“, Capriccio 1992